# مرض شعري
داء أو مرض الشعر وكذلك الداء أو المرض الشعري هي أوصاف لأي اضطراب أو مرض مرتبط بصورة أساسية ببصيلة الشعرة. من الأمثلة عليه فرط الشعر.
هنالك أمراض أخرى تحدث بسبب اضطرابات بارزة. فمثلا، البيصرة سببها عدوى فطرية.
قد يشير أيضا مرض الشعر إلى الفقدان المفرط للشعر أو الصلع أو كليهما. قد يكون الصلع موضعيا أو منتشرا، وقد تكون بندبة أو بدون ندبة. كذلك زيادة الشعر والتي قد تكون بسبب عوامل هرمونية (مثل الشعرانية) أو غير هرمونية (مثل فرط الشعر). أما اضطرابات فروة الرأس فقد يرافقها فقدان بالشعر أو بدونه.